# Magalie Finot-Laivier
Pour les articles homonymes, voir Finot.
Magalie Finot-Laivier, née le 20 janvier 1973 à Nevers, est une ancienne coureuse cycliste française.

## Biographie
Son frère cadet est l'ancien coureur cycliste français Frédéric Finot. Magalie remporte le Tour de Bretagne en 2004.

## Palmarès
- 2003
  - 2e étape du Tour cycliste féminin international de l'Ardèche
  - 2e étape du Tour de la Drôme
- 2004
  - Tour de Bretagne
  - Atlantique Manche Féminine
  - 2e étape du Tour de la Haute-Vienne
  - 3e de Cholet-Pays de Loire
  - 6e de la coupe de France
- 2005
  - 2e du Ronde du Mont Pujols
- 2008
  - 2e de la Classic Féminine de Vienne Poitou-Charentes
- 2009
  - Chrono de Touraine-Tauxigny